# Aeroport Internacional Amílcar Cabral
L'Aeroport Internacional Amílcar Cabral (codi IATA: SID, codi OACI: GVAC), també conegut com a Aeroport Internacional de Sal, és el principal aeroport internacional de Cap Verd. L'aeroport rep el seu nom del líder revolucionari Amílcar Cabral.
Se situa a 2 km a l'oest-sud-oest d'Espargos a l'illa de Sal. Fins a setembre de 2005, va ser l'únic aeroport a Cap Verd que servia vols internacionals. Els altres aeroports internacionals de Cap Verd es troben a Praia a l'illa de Santiago, a l'illa de Boa Vista i a l'illa de São Vicente, prop de la capital Mindelo.
La principal pista de l'aeroport (01/19) té 3.000 m (9.842 ft), de categoria 4I és la més llarga de Cap Verd. És utilitzada per a vols de radi llarg. És també una de les pistes d'aterratge d'emergència de la llançadora espacial estatunidenca. La segona pista (07/25) té 1.500 m (4.921 ft) i és utilitzada per petits avions. Sal és la base d'operacions principal de l'aerolínia nacional, TACV Cabo Verde Airlines.
Al 2013, l'aeroport va atendre 612.117 passatgers.

## Història
El primer aeroport a l'illa de Sal va ser construït en 1939 per Itàlia, com un punt d'avituallament i reposició de provisions en les seves rutes de Roma a Sud-amèrica. El primer vol, procedent de Roma i Sevilla, va ser el 15 de desembre de 1939. EnAl1947, el govern colonial portuguès va adquirir l'aeroport als italians. En 1950, van començar els vols de DC-4 d'Alitalia de la ruta Roma-Sal-Buenos Aires-Caracas. En 1961 els vols a reacció (un DC-8) en la ruta van convertir la parada de Sal en supèrflua, i els vols internacionals van ser suspesos.
Al 1967, Sal va ser utilitzat de nou com a parada d'avituallament, en aquesta ocasió per South African Airways, per a vols cap a i des d'Europa, des que SAA va perdre els drets d'aterratge en la majoria de països d'Àfrica a causa del boicot internacional de l'apartheid. Més tard, Cubana i Aeroflot van utilitzar Sal per a vols de passatgers i d'avituallament.
Al 1985, TACV va començar a volar a Boston, Massachusetts utilitzant un DC10 de LAM. Boston alberga la major comunitat de nadius de Cap Verd als Estats Units. Els vols de TACV a Boston han estat des de llavors oferts també a l'Aeroport Internacional Nelson Mandela. Altres destinacions internacionals són Amsterdam, Lisboa, Madrid, París. Les destinacions domèstiques són Santiago i São Vicente.
L'any 2011 es va realitzar la remodelació sistema d'abalisament de l'aeroport. Per a l'any 2014 està prevista l'ampliació i remodelació de la terminal de passatgers.

## Instal·lacions i transport
Amílcar Cabral té una terminal. És un edifici de dues plantes que alberga la facturació, sala d'espera, i zones d'arribades, així com tendes, bancs, i serveis al passatger. La segona planta alberga les operacions de l'aeroport i les oficines de les aerolínies. Hi ha quatre portes d'embarcament, i les jardineres s'usen per portar als passatgers a les posicions dels avions.
L'aeroport es troba en el costat est al costat de la carretera que uneix Espargos i Santa Maria, principal destinació turística de l'illa. No existeix un transport regular, però hom disposa de taxis, cotxes compartits coneguts com a alugers i cotxes de lloguer.

## Lloguer de cotxes
Hi ha diverses companyies de lloguer de vehicles en l'aeroport com Hertz, Avis, i altres.

## Aerolínies i destinacions

### Aerolínies de passatgers
| Ciutats             | Nom de l'Aeroport                                   | Aerolínies                |        |        |        |
| Àfrica              | Àfrica                                              | Àfrica                    | Àfrica | Àfrica | Àfrica |
| ------------------- | --------------------------------------------------- | ------------------------- | ------ | ------ | ------ |
| Cap Verd            |                                                     |                           |        |        |        |
| Illa de Boa Vista   | Aeroport Internacional Aristides Pereira            | TACV                      |        |        |        |
| Praia               | Aeroport Internacional Nelson Mandela               | TACV                      |        |        |        |
| Illa de Fogo        | Aeròdrom de São Filipe                              | Cabo Verde Express        |        |        |        |
| Illa de São Nicolau | Aeròdrom de Preguiça                                | TACV                      |        |        |        |
| Illa de São Vicente | Aeroport Internacional Cesária Évora                | Cabo Verde Express / TACV |        |        |        |
| Gàmbia              |                                                     |                           |        |        |        |
| Banjul              | Aeroport Internacional Yundum                       | Arkefly                   |        |        |        |
| Europa              |                                                     |                           |        |        |        |
| Alemanya            |                                                     |                           |        |        |        |
| Colònia             | Aeroport de Colònia/Bonn                            | TUIfly                    |        |        |        |
| Düsseldorf          | Aeroport Internacional de Düsseldorf                | TUIfly                    |        |        |        |
| Frankfurt del Main  | Aeroport de Frankfurt del Main                      | TUIfly                    |        |        |        |
| Hannover            | Aeroport de Hannover                                | TUIfly                    |        |        |        |
| Múnic               | Aeroport Internacional de Múnic-Franz Josef Strauss | TUIfly                    |        |        |        |
| Stuttgart           | Aeroport de Stuttgart                               | TUIfly                    |        |        |        |
| Bèlgica             |                                                     |                           |        |        |        |
| Brussel·les         | Aeroport de Brussel·les-National                    | Jetairfly                 |        |        |        |
| Espanya             |                                                     |                           |        |        |        |
| Barcelona           | Aeroport de Barcelona-El Prat                       | Vueling                   |        |        |        |
| Gran Canària        | Aeroport de Gran Canària                            | Binter Canarias           |        |        |        |
| Madrid              | Aeroport de Madrid-Barajas                          | TACV                      |        |        |        |
| França              |                                                     |                           |        |        |        |
| París               | Aeroport de París-Charles de Gaulle                 | TACV / Europe Airpost     |        |        |        |
| París               | Aeroport de París-Orly                              | Transavia                 |        |        |        |
| Itàlia              |                                                     |                           |        |        |        |
| Bèrgam              | Aeroport de Bèrgam-Orio al Serio                    | TACV                      |        |        |        |
| Bolonya             | Aeroport de Bolonya                                 | Neos                      |        |        |        |
| Milà                | Aeroport de Milà-Malpensa                           | Meridiana                 |        |        |        |
| Roma                | Aeroport de Roma-Fiumicino                          | Neos                      |        |        |        |
| Verona              | Aeroport de Verona-Villafranca                      | Neos                      |        |        |        |
| Països Baixos       |                                                     |                           |        |        |        |
| Amsterdam           | Aeroport d'Amsterdam-Schiphol                       | Arkefly / TACV            |        |        |        |
| Portugal            |                                                     |                           |        |        |        |
| Lisboa              | Aeroport de Lisboa                                  | TACV / TAP Portugal       |        |        |        |
| Porto               | Aeroport Francisco Sá Carneiro                      | Privilege Style           |        |        |        |
| Txèquia             |                                                     |                           |        |        |        |
| Praga               | Aeroport de Praga                                   | Travel Service Airlines   |        |        |        |
| Regne Unit          |                                                     |                           |        |        |        |
| Birmingham          | Aeroport Internacional de Birmingham-West Midlands  | Thomson Airways           |        |        |        |
| Londres             | Aeroport de Londres-Gatwick                         | Thomson Airways           |        |        |        |
| Manchester          | Aeroport de Manchester                              | Thomson Airways           |        |        |        |

### Aerolínies de càrrega
| Aerolínies | Destinacions |
| ---------- | ------------ |
| Air Sirin  | Dakar        |
| Serair     | Gran Canària |

## Galeria

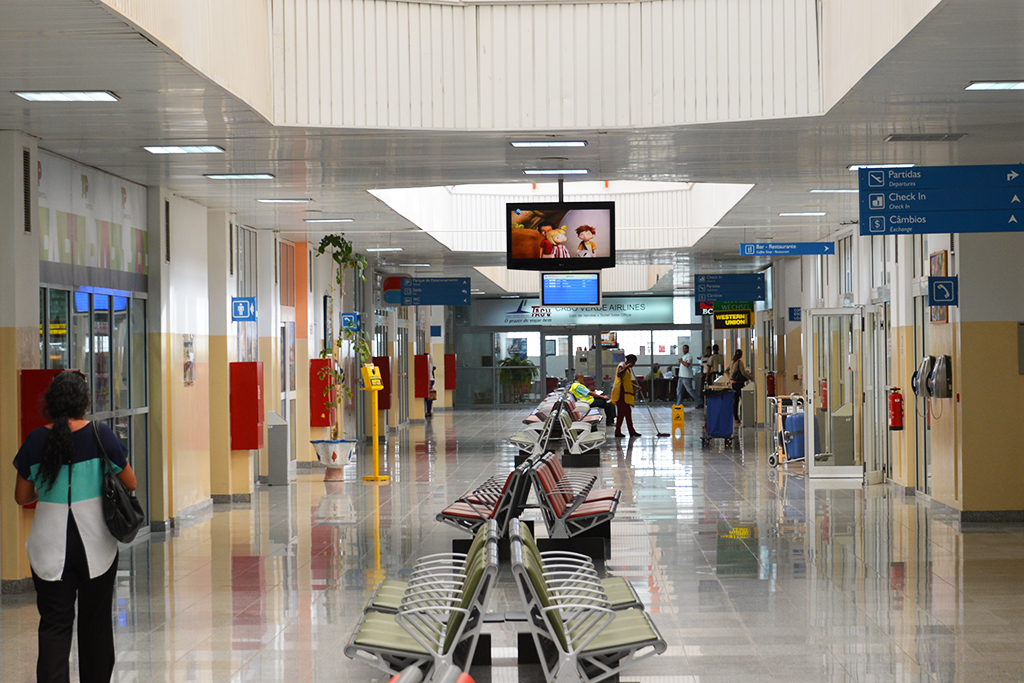
Dins la terminal
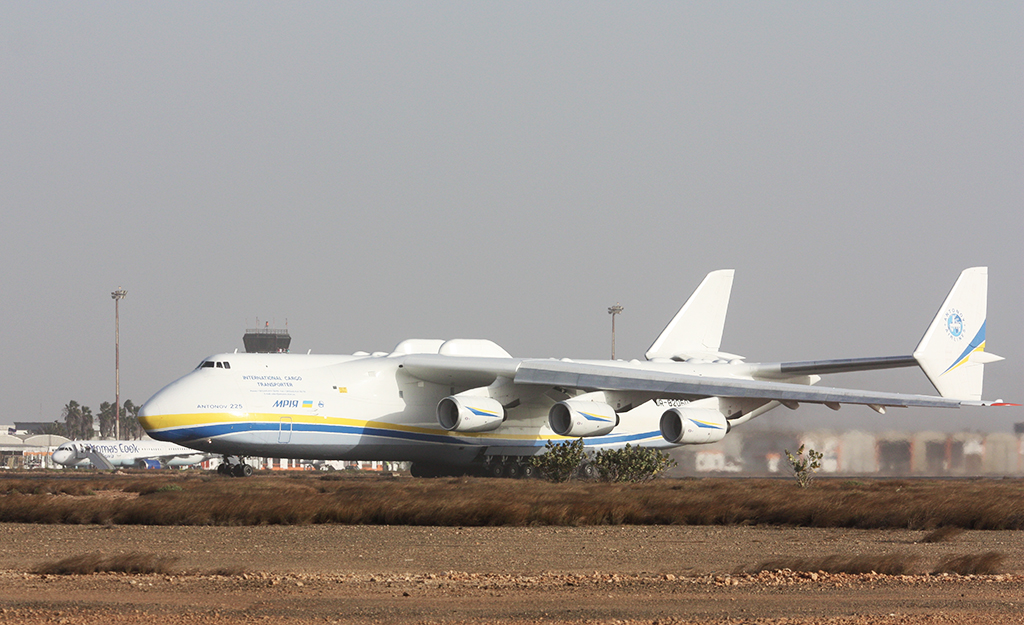
Un An225 Mriya, a l'aeroport
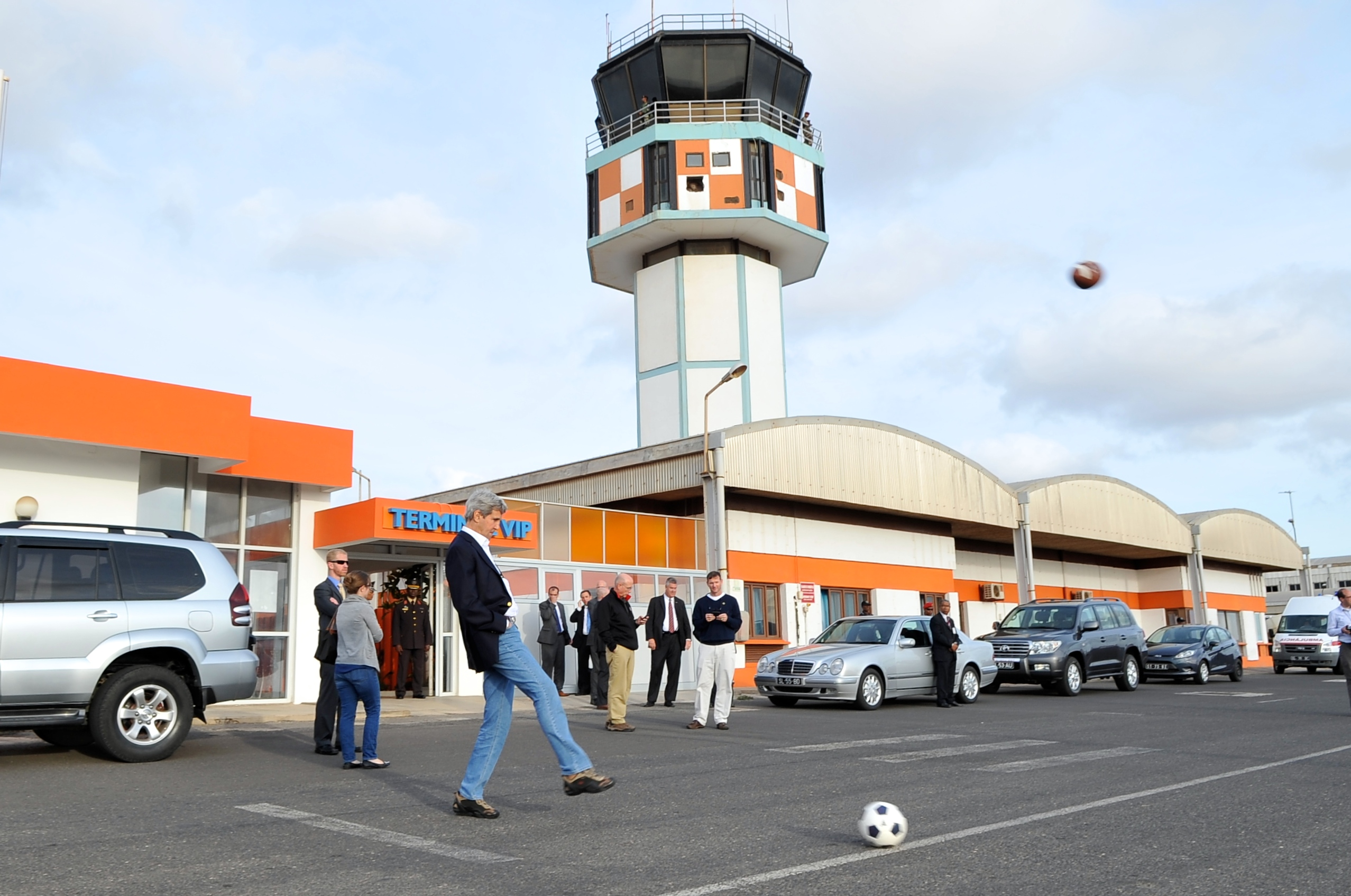
John Kerry fora de la terminal VIP Terminal.
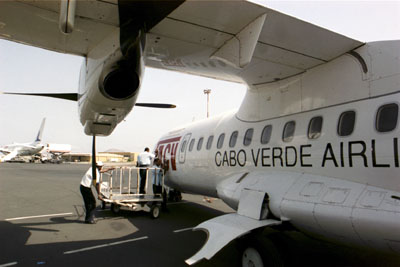
Un ATR 42 de TACV Cabo Verde Airlines